# Hurley (Missouri)
Hurley – miasto w Stanach Zjednoczonych, w stanie Missouri, w hrabstwie Stone.